# Açude Araras
O Açude Público Paulo Sarasate, mais conhecido como açude Araras, é um açude brasileiro localizado no município de Varjota, no estado do Ceará, a cerca de 250 km da cidade de Fortaleza. Está construído sobre o leito do rio Acaraú entre os municípios de Varjota, Pires Ferreira, Hidrolândia e Santa Quitéria. Situado no porção noroeste do Ceará, o açude Araras é fonte de riqueza para as cidades e povoados situados às suas margens, graças ao pescado, à agricultura irrigada e de vazante, e ao suprimento de água potável, além de ser uma atração turística, especialmente por ocasião da "sangria" de suas águas, compondo um espetáculo de rara beleza com a formação de cachoeiras. Suas obras foram concluídas em 1958, sendo executadas pelo Departamento Nacional de Obras Contra a Seca, o DNOCS. Conforme descrição da placa inaugural, a obra foi executada em tempo recorde, graças ao elevado espírito público de seus engenheiros auxiliares e operários que se tornaram, assim, merecedores da admiração e respeito dos brasileiros.
A barragem foi inaugurada em 31 de julho de 1958, pelo então Presidente da República Juscelino Kubitschek de Oliveira e por Paulo Sarasate, governador do Ceará naquele período que deu seu nome à barragem. A capacidade originalmente do açude era de 1 bilhão de metros cúbicos de água (1.000.000.000 m³), mas, atualmente, devido o processo de assoreamento decorrente dos seus mais de sessenta anos de construção, sabe-se que sua capacidade de armazenamento é de 859.533.000 m³ (Oitocentos e cinquenta e nove milhões, quinhentos e trinta e três mil metros cúbicos de água), o que o coloca como o quarto maior reservatório de água doce do Estado do Ceará, ficando atrás apenas dos açudes Castanhão, Orós e Banabuiú. Localizado na porção média da bacia hidrográfica do Acaraú, o Araras recebe água do rio Acaraú e de todos os afluentes da parte alta da bacia. Ao todo, o açude ocupa uma área de 3.504,38 quilômetros quadrados. 

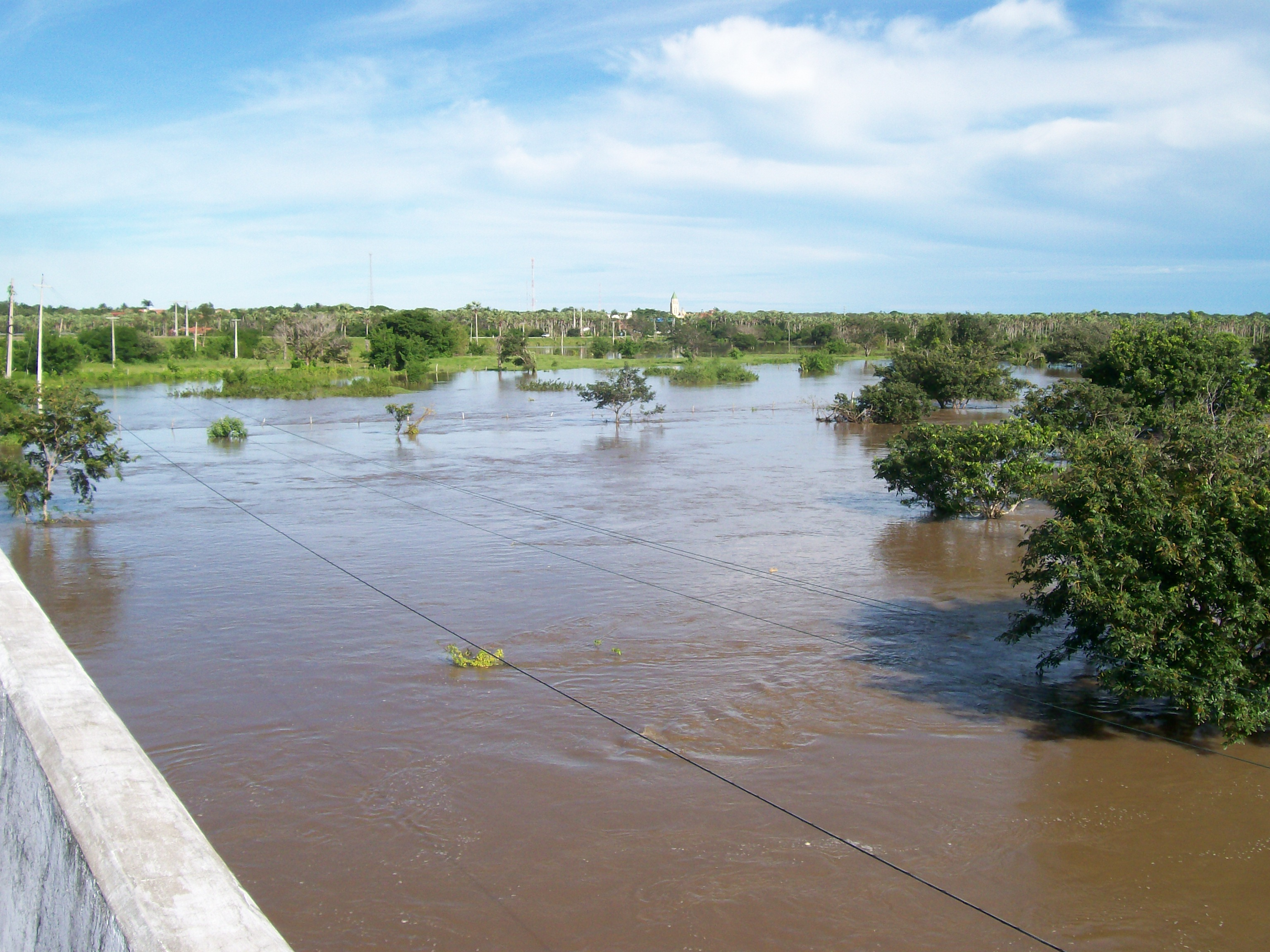
Cheia do rio Acaraú, na cidade de Cruz-CE, em 2008. O rio Acaraú nasce nas Serras das Matas, no município de Monsenhor Tabosa. Ao longo do seu percurso sofre vários barramentos, tanto por pequenos açudes, quanto por reservatórios de grande e médio porte. O açude Araras, na cidade de Varjota, é o principal açude da bacia.

O reservatório é considerado um marco na açudagem do DNOCS pelos seus múltiplos aproveitamentos, sendo um dos principais vetores do desenvolvimento da região norte do Ceará. É a partir do Araras, considerado um dos mares do sertão brasileiro, que o rio Acaraú torna-se perene. São 167 quilômetros de leito com água o ano inteiro, inclusive na estação seca. Essa perenização perfaz uma extensão desde Varjota até o município de Acaraú, onde desemboca para o mar. Ao longo do seu leito perenizado, o rio Acaraú possibilita vários importantes usos, como: o abastecimento humano da maioria dos municípios que estão instalados ao longo do médio e baixo Vale e a irrigação através de perímetros públicos e empreendimentos particulares de médio e pequeno porte, considerados de fundamental importância para o desenvolvimento dessa região.
O açude Araras sangra em níveis de água cujas cotas sejam superiores a 153 m e permanece no volume morto quando os níveis de água estiverem abaixo da cota 129,5 m. A barragem transbordou nos seguintes anos: 1961, 1962, 1963, 1964, 1967, 1974, 1975, 1978, 1984, 1985, 1986, 1987, 1988, 1989, 1996, 2003, 2004, 2009, 2011, 2020 e 2023. Em 10 de fevereiro de 2017, em decorrência das chuvas escassas e insuficientes para conter sua demanda hídrica, o Araras atingiu o menor volume já registrado das suas águas, apenas 29.120.000 m³ de água (3,39% da sua capacidade total). Em 23 de abril de 2020, após 9 anos de longa estiagem, o açude Araras voltou a sangrar pela 20ª vez, revertendo seu menor volume histórico e ultrapassando sua capacidade máxima.

## Perímetro Irrigado Araras Norte

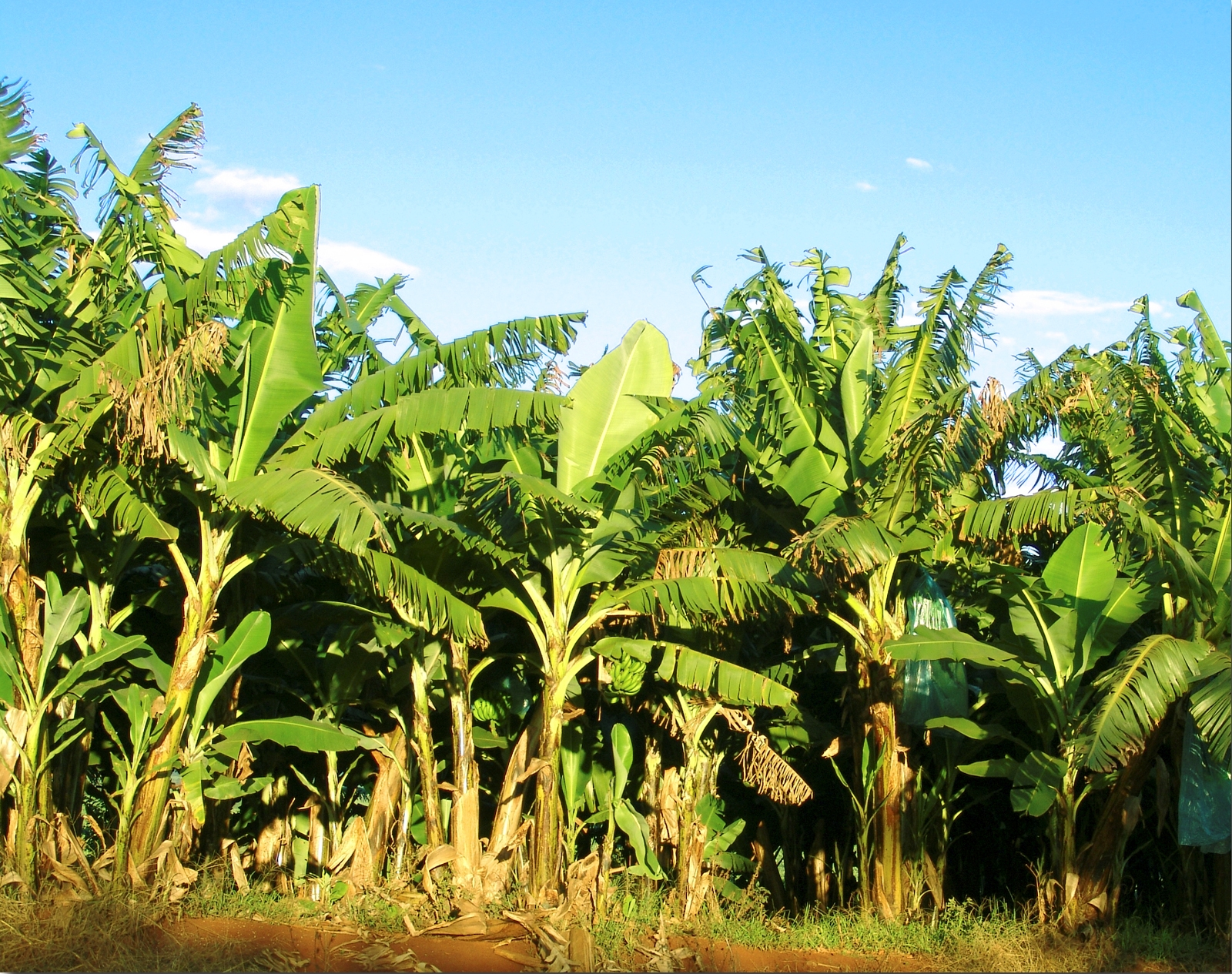
A produção de banana nos lotes responde por 60% do cultivo de frutas. Em períodos de boa safra, a produção chega a 40 toneladas por hectare, comercializada principalmente na Serra da Ibiapaba.

O Perímetro Irrigado Araras Norte está localizado nos municípios de Varjota e Reriutaba, influenciando, também, o município de Cariré, na região norte do Estado do Ceará. As suas coordenadas geográficas são: 4° 09’ de latitude Sul e 40° 32’ de  longitude Oeste. Um dos acessos ao perímetro irrigado é feito pela Rodovia Federal BR–222, de Fortaleza a Sobral, e, em seguida, pela Rodovia CE–183, até a cidade de Varjota, em um percurso de 300 quilômetros, aproximadamente. O Açude Paulo Sarasate (Araras) é o responsável pelo suprimento hídrico das atividades de agricultura irrigada desenvolvidas no local. Considerando-se que o volume anual necessário para atender às necessidades hídricas do perímetro irrigado representa, em termos de vazão contínua, aproximadamente 2,1 m³/s por hectare, pode-se concluir que o fornecimento de água permanece garantido. 
Apesar de ter sido planejado nos anos de 1970, o Perímetro Irrigado Araras Norte teve sua implantação iniciada em 1987, e os serviços de administração, operação e manutenção da infra-estrutura de uso comum, tiveram início no ano de 1998. O projeto está situado à jusante do açude - a cerca de 5 quilômetros da válvula de dispersão - e é pólo exportador de mamão, uva, goiaba, banana, manga, coco, graviola, maracujá e caju para várias cidades do Nordeste. O perímetro, de responsabilidade do Departamento Nacional de Obras Contra as Secas (DNOCS), possui 37 quilômetros de canais que rasgam a terra até alcançar cinco estações de distribuição de água, construídas para irrigar 1.030 hectares de área cultivável. Para o funcionamento de uma infraestrutura de uso comum do perímetro irrigado, os irrigantes criaram o Distrito de Irrigação do Perímetro Irrigado Araras Norte - DIPAN.

## Histórico
Os estudos de projeto para construção do açude Araras tiveram início no ano de 1920 e, após uma série de paralisações, foram concluídos no ano de 1938. A ideia era barrar o rio Acaraú para controlar as enchentes frequentes no período das chuvas e melhorar o abastecimento de água para uma população muito castigada pela seca. Posteriormente, a barragem foi projetada e construída pelo Departamento Nacional de Obras Contra as Secas - DNOCS, junto à consultoria da Cementation do Brasil S.A. - Engenharia Geral. Na época da construção do açude Araras, um pequeno distrito denominado Vila Varjota foi desocupado após rumores de que os povoados do vale médio do rio Acaraú ficariam totalmente submersos quando construído o grande reservatório. Aos poucos, os moradores da Vila Varjota migraram para o acampamento provisório dos técnicos e funcionários localizado jusante à barragem. O desenhista Francisco Pio de Farias, auxiliar do Engenheiro Luís Saboia, acompanhou todos os trabalhos do açude Araras, entre eles o desmatamento e as estradas de acesso ao açude e as primeiras edificações do atual acampamento.
As obras civis foram iniciadas em 1951, através do engenheiro do Departamento Nacional de Obras Contra as Secas (DNOCS), Luiz Barbosa de Albuquerque. Logo depois, o engenheiro Luís Sabóia foi transferido para a 4ª SC (Sessão de Construção) na sede do distrito de Secas e Jairo, para construção do açude Quixabinha em Muriti, região do Cariri. Por esse motivo, em novembro do mesmo ano, o engenheiro Francisco Aguiar Carneiro assumiu a chefia da construção do açude Araras. O engenheiro Carneiro foi o responsável pela conclusão do reservatório Ararinha (acumulava 40 mil metros cúbicos de água e hoje está submerso pelas águas do Araras), cuja utilidade era fornecer água para construção da barragem. No ano de 1953, começou-se a construção da barragem auxiliar, e em 1956, a construção da barragem principal. Durante esse período, famílias inteiras foram atraídas pela notícia da grande obra pública, deixando suas terras e migrando em busca de emprego e sustento. O DNOCS chegou a contratar mais de 12 mil trabalhadores, os chamados "cassacos".
Em meados de abril de 1954, a antiga Varjota era invadida pelas águas e aos poucos abandonada totalmente. No final de 1957, o engenheiro Carneiro foi substituído pelo Engenheiro Anastácio Honório Maia, com ordem expressa do então Presidente Juscelino Kubitschek de Oliveira, através do diretor local do DNOCS, engenheiro José Cândido Castro Poente Pessoa, a fim de construir os trabalhos em tempo cronometrado. Em meados de 1958, a barragem do açude Araras foi concluída e inaugurada pelo Presidente da República e batizado de Açude Paulo Sarasate. Apesar de ter sido anunciado como o maior açude do Brasil na época, o açude Araras logo foi superado por outros reservatórios construídos posteriormente ou concomitante a ele, a exemplo do açude Orós, que, três anos mais tarde (1961) teve a conclusão de suas obras. No ano de 1959, a quadra chuvosa não foi abundante, mas em 1960, o açude Araras quase atingiu a capacidade total e Varjota submergiu um tragado pelas águas, ficando vários dias a metros de profundidade. A partir daí, houve a transferência da Vila Varjota para a chamada Piçarreira (atual centro do município de Varjota).

## Problemas Ambientais
Não é difícil constatar o crescente processo de degradação ambiental a que está sendo submetido o açude Araras. Às suas margens, as queimadas e o lixo acumulado dão uma mostra do quadro. À montante a situação se complica com a perda de mata ciliar, ocupações ilegais de Áreas de Proteção Permanente (APPs), plantações desordenadas nas vazantes, criatórios de animais à beira do reservatório e o uso indiscriminado de agrotóxicos. A realidade se agrava à jusante com a perenização de 167 quilômetros proporcionada ao rio Acaraú. As causas para esses problemas podem ser facilmente identificadas, mas de difícil combate. O fato é que o problema da bacia, e não especificamente do Araras, é a ausência de educação ambiental das populações ribeirinhas. Quinze açudes perenizam a bacia do Acaraú e em todos o problema da falta de educação ambiental existe em menor ou maior grau.

## Aproveitamento das águas

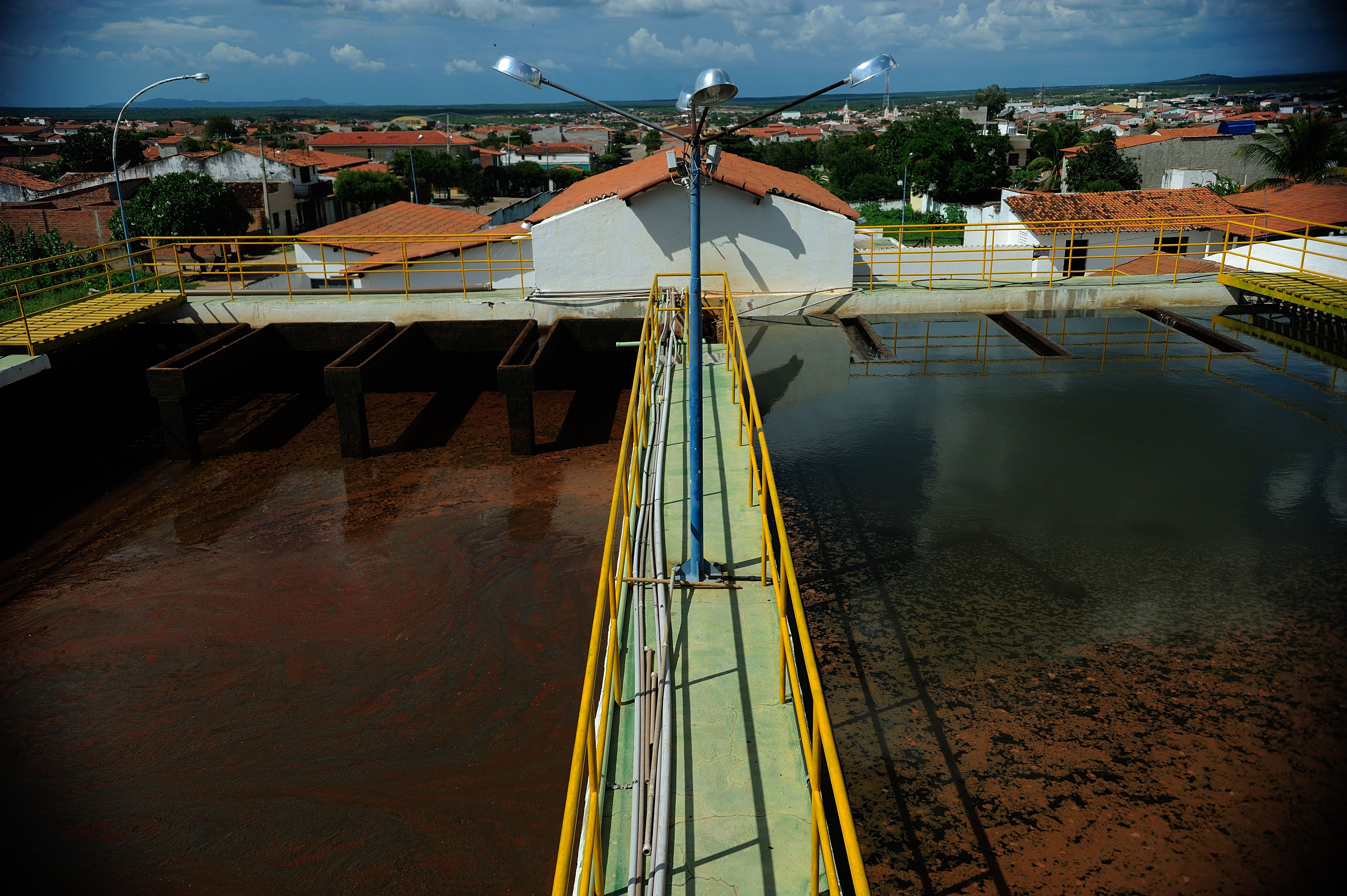
Estação de Tratamento de Água Poty, em Crateús, após a inauguração da adutora que capta água no açude Araras, em Varjota. A adutora Araras–Crateús é considerada a maior adutora de engate rápido do Ceará, com 156 km de extensão. Foto: Fernando Frazão/ Agência Brasil.

- Perenização e controle das cheias do rio Acaraú;
- Dessedentação animal;
- Abastecimento de água de 5 municípios, através de adutoras da Cagece: Varjota, Reriutaba, Pires Ferreira, Ipu e Hidrolândia;
- Irrigação de 14 mil hectares nas várzeas do Acaraú e no Perímetro Irrigado Araras Norte;
- Geração de 4.000 kW de energia elétrica, através da PCH Araras;[6]
- Piscicultura, pesca (esportiva e de subsistência) e aproveitamento de culturas à montante.

Registros Fotográficos